# Linia
Linia é uma cidade no Chade a 30 quilômetros ao leste de N'Djamena.  É conhecida por seu grande mercado.